# Bánki Gabriella
Bánki Gabriella (Budapest, 1960. augusztus 28. – Budapest, 2015. július 21.) táncos, koreográfus, fénytervező.

## Tanulmányok
Nyolc éven át tornázott, majd Mirkovszky Máriánál mozdulatművészetet, Major Ritánál két éven át klasszikus balettet, Jeszenszky Endrénél jazzbalettet, Steve Paxtonnál, Lengyel Péternél kontaktimprovizációt, Visontai Miklósnál akrobatikát tanult. Afrotáncoktatói Cheikh Tidiane Niane, Bebe Oulai, moderntánctanárai Ann Papoulis, Antonio Bühler, Berger Gyula, Hervé Diasnas, Brigitte Farge, Hanna Barbara Widmer, Brigitte Meuwly, Kálmán Ferenc, Michele Larsson, Vicky Shick voltak. Ezzel párhuzamosan elvégezte az ELTE-n az angol és a portugál szakot. Az 1990-es években Angliában és Hollandiában fénytervezést tanult.

## Szakmai út
Az 1980-as évektől kezdve a hazai független kortárstánc szféra állandó szereplője. 1986-tól csatlakozott a Berger Táncegyütteshez, 1987-től az Orkesztika Mozdulatszínházban táncolt. 
1991-től az első hazai független táncszínházi programajánló információs lap, a Kortárs Csíra szerkesztője. 1993-tól a szerkesztőség tiszteletbeli tagja, 1994-ben a Kortárs Csírából formálódó JUMP kortárs előadóművészeti magazin külföldi kapcsolatokért felelős munkatársa. A 90-es évektől a LinguA School of English angoltanára. 
Külföldi tanulmányait követően 1997-ben tért vissza Magyarországra, ahol világítás workshopot tartott, számos független tánc-, színház- és mozdulatművészeti előadás fénytervezője és világosítója, a Baltazár Színház munkatársa volt. Dolgozott többek között Fehér Ferenccel, az L1 Egyesület tagjaival és az Orkesztika Mozdulatszínházzal.

## Munkái

### Táncosként
- 1986. Synchro System (Berger Táncegyüttes, koreográfus: Berger Gyula)
- 1988. New Synchro System - Budai Vigadó (Berger Táncegyüttes, koreográfus: Berger Gyula)
- 1989. Synhcro System utáni táncok - (Berger Táncegyüttes, koreográfus: Berger Gyula)
- 1991. Glória - VSZM Modern Táncműhely (Berger Táncegyüttes, koreográfus: Berger Gyula)
- 1992. Bolyongás - MU Színház (Berger Táncegyüttes, koreográfus: Berger Gyula)
- 1993. Szín-játék - Szkéné Színház (Orkesztika Mozdulatszínház, koreográfus Tatai Mária)
- 1997. Antik Ünnep - Szépművészeti Múzeum (Orkesztika Mozdulatszínház, koreográfus Tatai Mária)

### Fénytervezőként, világosítóként
- 1997. Hidak - MU Színház (Orkesztika Mozdulatszínház, koreográfus Tatai Mária)
- 1999. Bitótánc - MU Színház (Orkesztika Mozdulatszínház, koreográfus Tatai Mária)
- 1999. Tündérkert - MU Színház (Orkesztika Mozdulatszínház, koreográfus Tatai Mária)
- 1999. Szóló #31 (Gál Eszter)
- 1999. A lila hangyász (Koreográfus: Szabó Réka)
- 2001. Canto-k a gardróbból - Artus (Nagy Andrea, Nagy Zoltán)
- 2001. Egyidejűség (Berger Gyula/Ladjánszki Márta/Szabó Réka)
- 2001. Félmúlt (Mészöly Andrea)
- 2003. Szex, valóság, videó	(Mándy Ildikó Társulata, Koreográfus: Mándy Ildikó)
- 2003. Fény-űzők - MU Színház (Bóta Ildikó, Potoczky Gábor)
- 2003. Tánc - MU Színház (Gál Eszter, Grecsó Zoltán)
- 2003. Terítéken (Mészöly Andrea)
- 2003. Spring-Field-Garden - MU Színház (Molnár Tibor)
- 2004. Mozdulat&Művészet - RS9 Színház 	(Orkesztika Mozdulatszínház, koreográfus Tatai Mária)
- 2004. Inspiráció - Hammering Man	- Trafó	(Glass Ben)
- 2004. Terítéken - MU Színház (Mészöly Andrea)
- 2004. Blink (Gál Eszter)
- 2004. Medusa Piercing, Exit - Trafó ( Finita la Commedia Társulat: Fehér Ferenc, Juhász Anikó)
- 2004. Kertben/ősz- MU Színház (Fóti Zsófi)
- 2004. Időjáró (Schermann Márta)
- 2004. Hét nap - MU Színház (Gálik Éva)
- 2004. Múló rúzs - Baltazár Színház (rendező: Elek Dóra)
- 2005. Duets for one - Bakelit Multi Art Center (Mary O' Donell Fulkerson)
- 2005. Sejt-elem - Bakelit Multi Art Center (Gál Eszter)
- 2005. Áramlás (Tánceánia Együttes, koreográfus: Bóta Ildikó)
- 2005. Aki nevetve született - Baltazár Színház (rendező: Elek Dóra)
- 2005. Ada/a hang közepe- - Bakelit Multi Art Center (Berger Gyula)
- 2006. Test-pár-beszéd - Bakelit Multi Art Center (Maróti Emese)
- 2006. Fényárnyak - Bakelit Multi Art Center (Tánceánia Együttes, koreográfus:Gál Eszter)
- 2006. Figyelem (Gál Eszter)
- 2007. Dulcinea MU Színház (Dezső Virág)
- 2007.	Lankadó eksztázis - Bakelit Multi Art Center (Ladjánszki Márta)
- 2007.	Hajsza-Levelek a Plath dossziéból- Sirály (Kántor Kata,Turai Katalin)
- 2007.	Látványkonyha (Schermann Márta)
- 2007.	Sirály (Fehér Ferenc, Juhász Anikó)
- 2007.	Farkas falka és a lány - Artus 	(rendező- koreográfus:Goda Gábor)
- 2007.	Sirzamanze- MU Színház (Fehér Ferenc Simon Judit)
- 2007.	Picasso, a világ teremtése - Baltazár Színház (rendező: Elek Dóra)
- 2007.	Én kis piszkom - Bakelit Multi Art Center (Dombi Kati, Kovács Kata, Mészöly Andrea)
- 2008.	sisterhood- MU Színház (Ladjánszki Márta)
- 2008.	Kőválasz - Baltazár Színház (rendező: Elek Dóra)
- 2008.	villanyszék trónusán - MU Színház (Fehér Ferenc)
- 2009.	Túl a folyón - Nemzeti Táncszínház (Julia Sasso, Daniel Raček, Kevin Rees)
- 2009.	Dűnék - MU Színház	(Fehér Ferenc)
- 2009.	Kortárs orkesztika 15 	(Orkesztika Mozdulatszínház, koreográfus Tatai Mária)
- 2009.	Kések háza - MU Színház (Gold Bea)
- 2009.   EllentétPÁROK/Szempár - MU Színház (Tánceánia Együttes, koreográfus:Gál Eszter)
- 2010.	Tao te - Bethlen Téri Színház 	(Fehér Ferenc)
- 2011.	Dracula - MU Színház (Fehér Ferenc, Sidsel Endresen, Budde Wesseltoft)
- 2012.	Vis-a vis - Andaxínház (Réti Anna)
- 2012.	Brothers- Trafó Kortárs Művészetek Háza (Fehér Ferenc)
- 2013.	Nem értem, de veletek nevetek, Bethlen Téri Színház (Simányi Zsuzsanna)
- 2013.	Exit room - Hátsó Kapu (Fehér Ferenc, Juhász Anikó)
- 2014.	Pillanat kommentárok (Réti Anna, Simányi Zsuzsanna)
- 2014.	Örök kikelet (Nemes Zsófia, PR Evolution)
- 2014.	Boldog Óra- Baltazár Színház (rendező: Elek Dóra)